# 제리 신트쥐스터
예레미야 이스라엘 신트쥐스터(네덜란드어: Jeremiah Israël St. Juste, 1996년 10월 19일 ~ )는 네덜란드의 축구 선수이다. 그의 포지션은 중앙 수비수로, 현재 포르투갈 프리메이라리가의 스포르팅 CP에서 활약하고 있다.

## 어린 시절
신트쥐스터는 흐로닝언에서 네덜란드인 어머니와 세인트키츠 네비스인 아버지 사이에서 태어났다. 그는 세 명의 형제자매와 함께 자랐다. 그의 형 베냐민은 헤이렌베인과 흐로닝언의 유소년 팀 출신으로, VV 펠리컨에서 풋살 선수로 활약한 바 있다. 그의 또 다른 형인 요슈아는 네덜란드 풋살 국가대표팀 일원으로 활약한 풋살 선수였다. 그의 여동생 나오미는 네덜란드에서 패션 모델과 텔레비전 배우로 일하고 있다.

## 클럽 경력

### 초기 경력
신트쥐스터는 SV 마룸에서 선수 생활을 시작했다. 2007년 여름, 그는 용 헤이렌베인으로 이적하였다. 2015년 1월 24일, 그는 4-1로 이긴 피테서와의 홈경기에서 후반 추가시간에 요스트 판 아컨과 교체 투입되어 에레디비시 데뷔전을 치렀다.

### 페예노르트
2017년 7월 18일, 신트쥐스터는 페예노르트와 4년 계약을 맺고 이적하였다. 2017년 9월 9일, 그는 헤라클레스 알멜로와의 경기에서 페예노르트 소속으로 데뷔전을 치렀다.

### 마인츠 05
2019년 8월 7일, 페예노르트는 홈페이지를 통해 신트쥐스터가 4년 계약과 미공개 이적료로 마인츠 05로 이적한다고 발표했다.

### 스포르팅 CP
2022년 5월 11일, 신트쥐스터가 2022-23 시즌을 앞두고 포르투갈의 스포르팅 CP과 계약하고 이적할 것이라는 사실이 확인되었다. 이적료는 €9.5M로 추정된다.

## 국가대표팀 경력
신트쥐스터는 폴란드에서 열리는 2017년 UEFA U-21 축구 선수권 대회의 예선을 위해 네덜란드 U-21 축구 국가대표팀에 소집되었다. 그는 또한 국제 대회에서 세인트키츠 네비스 축구 국가대표팀을 대표해 뛸 자격이 있다.
2021년 3월, 신트쥐스터는 네덜란드 성인 대표팀에 차출되었다.

## 수상 내역
페예노르트
- KNVB컵: 2017–18[17]
- 요한 크라위프 스할: 2017,[18] 2018[19]